# Amateurfunk in Luxemburg
Der Amateurfunk in Luxemburg zeigt sich trotz der nur etwa 680.000 Einwohner des relativ kleinen Landes als erstaunlich vielfältig und rege. Zwar gibt es als wichtigen Amateurfunkverband die Radioamateurs du Luxembourg (RL), in dem sich lizenzierte Funkamateure aus ganz Luxemburg und auch aus anderen Teilen der Welt zusammengeschlossen haben, aber darüber hinaus existieren weitere Verbände, die die Vielfältigkeit des Amateurfunkdienstes im Großherzogtum widerspiegeln.

## Rechtliches
Zuständige Regulierungsbehörde ist das Institut Luxembourgeois de Régulation (ILR).

### Lizenzklassen
In Luxemburg gibt es drei Genehmingungsklassen:
- HAREC mit Sendeberechtigung auf allen in Luxemburg zugelassenen Amateurfunkbändern.
- NOVICE mit Sendeberechtigung auf folgenden Bändern: 630 m, 160 m, 80 m, 15 m und 10 m, sowie höheren Bänder.
- BASE mit Sendeberechtigung auf dem 10-m-Band, dem 2-m-Band und dem 70-cm-Band.

Der Fragenkatalog zur luxemburgischen Amateurfunkprüfung ist zweisprachig in Französisch und Deutsch.

### Rufzeichen
Luxemburgische Rufzeichen bestehen aus dem ITU-Präfix (Landeskenner) LX, einer Ziffer 0 bis 9, gefolgt von bis zu vier Buchstaben.
| Präfix & Ziffer | Verwendung                         |
| --------------- | ---------------------------------- |
| LX0             | Automatische Stationen             |
| LX1             | Funkamateure mit HAREC-Lizenz      |
| LX2             | Funkamateure mit HAREC-Lizenz      |
| LX3             | Funkamateure mit HAREC-Lizenz      |
| LX4             | Sonderraufzeichen mit HAREC-Lizenz |
| LX5             | Sonderraufzeichen mit HAREC-Lizenz |
| LX6             | Funkamateure mit NOVICE-Lizenz     |
| LX7             | Funkamateure mit BASE-Lizenz       |
| LX8             | (nicht belegt)                     |
| LX9             | Klubstationen                      |

Ausländische Funkamateure können entsprechend den CEPT-Regelungen Betrieb in Luxemburg machen. HAREC-Lizenzinhaber müssen dabei LX/ vor ihr Heimatrufzeichen stellen, NOVICE-Lizenzinhaber entsprechend LX6/.

## Amateurfunkverbände
Die internationale Vereinigung von nationalen Amateurfunkverbänden IARU (International Amateur Radio Union) lässt nur einen Verband je Staat zu. Da die 1937 gegründeten Radioamateurs du Luxembourg bereits seit Gründung der IARU dort Mitglied sind, ist weiteren luxemburgischen Verbänden somit die Mitgliedschaft in der IARU verwehrt.
Zu den bekanntesten luxemburgischen Amateurfunkverbänden gehören die
- Association des Radioamateurs du Kayldall (ADRAD), die
- Luxemburger Amateur Radio Union (LARU) und die
- Radioamateurs du Luxembourg (RL).

### Association des Radioamateurs du Kayldall
Die Association des Radioamateurs du Kayldall (ADRAD), deutsch „Amateurfunkverband von Kayldall“ hat ihren Sitz in Kayl (Lage), einer Gemeinde mit knapp 10.000 Einwohnern im Kanton Esch an der Alzette im Süden des Großherzogtums.
Die ADRAD wurde am 30. März 1979 von luxemburgischen Funkamateuren gegründet, die alle Mitglieder des nationalen Amateurfunkverbands Radioamateurs du Luxembourg (RL) waren. Zweck war, den luxemburgischen Süden funktechnisch stärker zu „aktivieren“. Erste Präsidentin wurde Simone Michaux, LX1SM. Noch im Gründungsjahr wurde von den etwa 30 Mitgliedern ein internationales Treffen organisiert, das am 19. und 20. Mai in Rümelingen stattfand, dem 3 km südlich von Kayl gelegenen Nachbarort. Zwei Jahre später, im Mai 1981, begann man mit der Errichtung eines Sendemastes für eine Funkrelaisstation im 70‑Zentimeter-Band. Aktueller Präsident ist Claude Specht, LX1SC.
Neben den typischen Themen des Amateurfunks widmet sich die ADRAD insbesondere der Notfallkommunikation mithilfe der Funktechnik. Darüber hinaus betreibt sie eine Klubstation unter dem Amateurfunk-Rufzeichen LX9AK.
Im Jahr 2019, aus Anlass des 40-jährigen Bestehens der ADRAD, wurde ein Fieldday veranstaltet. Hierzu gab es das Sonderrufzeichen LX40AK.

### Luxemburger Amateur Radio Union
Die Luxemburger Amateur Radio Union a.s.b.l. (LARU), französisch Union des Radio Amateurs du Luxembourg a.s.b.l., ist eine weitere gemeinnützige Vereinigung von Funkamateuren im Großherzogtum. Sitz der LARU ist Diekirch (Lage). Sie wurde am 1. Januar 2014 von drei luxemburgischen Funkamateuren gegründet. Zweck der Union ist, Funkamateuren und anderen an der Funktechnik Interessierten eine innovative Plattform zum Meinungs- und Erfahrungsaustausch zu bieten sowie den technischen Fortschritt und den Zusammenhalt untereinander zu fördern. Das Logo der LARU mit der ungewöhnlich horizontal angeordneten Antenne soll einen „vorausschauenden Pfeil“ symbolisieren.
Wichtige Schwerpunktaktivitäten der LARU sind:
- Notfunk
- Digitale Sprachübertragung
- Digitale Datenübertragung
- Wissenschaft
- Bildung

Die LARU ist offen für alle Menschen, die am technischen Fortschritt interessiert sind, egal welcher Herkunft und unabhängig davon, ob sie Funkamateure sind oder nicht.

### Radioamateurs du Luxembourg
Der im Jahr 1937 als Réseau Luxembourgeois des Amateurs d’Ondes Courtes („Luxemburger Netz von Kurzwellen-Amateuren“) gegründete Verband wurde am 16. April 1973 in das Handelsregister eingetragen. Er vertritt die luxemburgischen Funkamateure in der IARU.

## Funkbetrieb
Nach Angaben von RL gibt es in Luxemburg 17 Relaisfunkstellen, zehn Funkbaken, neun APRS-Digipeater und vier Digipeater.
Mit Stand Juni 2025 gibt es in Luxemburg vier für Summits on the Air zählende Berggipfel sowie mehr als 50 Parks im Aktivitätsprogramm Parks on the Air.